# Об
Вижте пояснителната страница за други значения на Об.
Об (на руски: Обь) е голяма река в азиатската част на Русия, Западен Сибир, Алтайски край, Новосибирска, Томска и Тюменска област.
Тя е втората по дължина река в Русия след Лена и сред най-дългите реки на Земята. Дължината на реката е 3647 km; заедно с лявата съставяща я река Катун е 4338 km, с река Чулим (десен приток) – 4565 km, а с река Иртиш (най-големия ѝ приток) – 5410 km. Площта на водосборния басейн е 2990 хил. km². Влива се в Обския залив (най-големия естуар на Земята) на Карско море чрез делта.

## Произход на името
Ненците, обитаващи долното течение на реката, са я назовавали Саля-ям, което означава „носова река“. Хантите и мансите я назовават Ас – „голяма река“, селкупите – Квай, Еме, Куай – „голяма река“, алтайците – Умарды (Северна река). Предполага се, че названието Об е от езика на комите, което означава „сняг“, „снежни преспи“, „място в снега“. Това название на реката се пренася от руснаците на целия район на Западен Сибир – Обдорски край. Съществува и друга версия, че името на реката е с ирански произход, от *an „вода“ (таджикски Об). Това название на пълноводната река са могли да дадат само степните ираноезични народи, живели в южната част на Западен Сибир в периода от раннобронзовата епоха до Средновековието.

## Исторически сведения
Предполага се, че районите в долното течение на реката, още през 1187 г. са влизали в пределите на Велики Новгород, а след неговото падане преминават във владение на московските князе. Първото официално регистрирано проникване в басейна на река Об се извършва през 1364 г. от руските търговци на кожи Степан Ляпа и Александър Абакумович, които пресичат Северен Урал и извършват първото плаване надолу по реката до устието ѝ. През 1483 г. други руски търговци, Фьодор Курбски и Салтик Травин, извършват повторно пресичане на Северен Урал и плават нагоре по реката до устието на Иртиш. През 1499 – 1501 г. синът на Фьодор Курбски – Семьон Фьодорович Курбски отново пресича планината, но този път в средната част и плава нагоре по Об след устието на Иртиш. Близо сто години по-късно, през 1581 – 85 г. руският казак Ермак Тимофеевич извършва първия завоевателен поход в Западен Сибир – Обдорския край и основава първите руски селища Тоболск и Тюмен на изток от Урал. През 1595 – 96 г. друг руски казак – Борис Доможиров, извършва първото плаване нагоре по течението на Иртиш и по десните му притоци реките Тара и Ом и покорява племената, живеещи в Барабинската равнина. Към края на XVI и началото на XVII век руснаците окончателно завоюват огромната Западносибирска равнина, като откриват и проследяват цялото течение на река Об до двете съставящи го реки – Катун и Бия.

## Географска характеристика

### Извор, течение, устие

#### Горно течение
Река Об се образува от сливането на реките Катун (лява съставяща) и Бия (дясна съставяща), на 164 m н.в., на 10 km югозападно от град Бийск, югоизточната част на Алтайски край.
Горното течение на Об обхваща участъка от образуването на реката (3647 km) до устието на река Том (при 2677 km) – 970 km. След образуването си Об тече на запад, а след село Уст Чаришкая Пристан – на север, в широка обработваема долина с добре развита заливна тераса. До устието на левия си приток Чариш бреговете на долината ѝ са ниски, руслото ѝ изобилства от протоци, острови и плитчини. По-нататък към град Барнаул долината и заливната ѝ тераса се разширяват. При Барнаул реката завива на запад-северозапад, като долината ѝ още повече се разширява (5 – 10 km) и става асиметрична със стръмни леви склонове и ниски десни, а заливната ѝ тераса – с още повече протоци, старици, острови и плитчини. При град Камен на Об (Алтайски край) Об остро завива на североизток и навлиза в голямото Новосибирско водохранилище. До неговото изграждане и пускане в експлоатация през 1961 г. реката е текла в тясна долина (3 – 5 km) и тясна заливна тераса (1,5 – 2 km), с бързеи, прагове и каменисто дъно. На юг от град Новосибирск Об изтича от Новосибирското водохранилище, насочва се на север, а след това на североизток, долината ѝ отново се разширява и към устието на река Том достига до 20 km ширина. Дълбочината на реката в този горен участък при маловодие се колебае от 2 до 6 m, а в плитчините – едва до 0,6 m.

#### Средно течение
Средното течение на реката се простира между устията на реките Том (при 2677 km) и Иртиш (при 1162 km) – 1515 km. След устието на Том Об завива на северозапад и запазва това си направление до устието на Иртиш. След устието на Чулим (най-голям десен приток), Об става пълноводна река и до края на средното се течение протича в пределите на сибирската тайга. Долината ѝ достига 30 – 50 km и повече, а обширната ѝ заливна тераса (20 – 30 km), осеяна с гъста мрежа от протоци, старици, малки езера, острови и други. Тук дълбочината на реката при маловодие е от 4 до 8 m.

#### Долно течение
Долното течение на реката започва от устието на река Иртиш и е с дължина 1162 km. В този участък Об тече в северна посока през западната, най-ниска част на Западносибирската равнина. Долината ѝ става много широка (на места над 50 km), асиметрична, с полегати и ниски леви брегове и стръмни десни. Лявата заливна тераса на Об е обширна, с ширина 20 – 30 km, покрита с гъста мрежа от протоци, ръкави и острови, които по време на пълноводие се заливат и ширината на водното течение достига до 40 – 50 km. В районите на село Перегребное и град Салехард долината се стеснява до 4 – 8 km. От устието на Иртиш до село Перегребное Об тече в едно дълбоко (не повече от 4 – 4,5 m) корито, което по-надолу се дели на два ръкава – Голям Об (десен, източен ръкав) и Малък Об (ляв, западен ръкав) с минимална дълбочина по време на маловодието 2,5 – 3 m. След обединяването им на около 20 km преди град Салехард в едно корито дълбочината нараства до 10 – 15 m.
След Салехард реката рязко завива на изток, като образува голяма делта с площ около 4,5 хил. km2. Основните ръкави на делтата са: Хаманелски (ляв, северен) и много по-мощния Надимски (десен, южен). Между двата ръкава са разположени два непостоянни по размери големи острова – Ямсалски и Надимски. Източно от тях двата ръкава се съединяват в едно общо течение с ширина 60 km и се вливат в южната част на Обския залив (най-големия естуар на Земята) на Карско море, на 0,8 m н.в.

### Водосборен басейн, притоци

#### Водосборен басейн
Водосборният басейн на река Об обхваща площ от 2990 хил. km2 заедно с вътрешната безотточна област (528 хил. km2), разположена между Об и Иртиш. Той е най-големият водосборен басейн в Русия и един от най-големите на Земята. Водосборният басейн обхваща почти цялата (с изключение на крайните северни и източни части) Западносибирска равнина, 80% от планината Алтай, голяма част от планината Кузнецки Алатау, целия Салаирски кряж (възвишение), югозападните склонове на Монголски Алтай, северните склонове на планината Тарбагатай, северните части на Казахската хълмиста земя (Казахски мелкосопочник), северната част на Тургайското плато и източните склонове на планината Урал. Басейнът на реката се отличава с разнообразните физикогеографски условия в него: от полупустини на юг до тундра на север, а значителна част се заема от огромни горски масиви (тайга) и хиляди квадратни километри блата.
Във водосборния басейн на реката попадат части от териториите на три държави:
- Русия – Република Алтай, Алтайски край, Република Башкортостан, Красноярски край, Курганска област, Новосибирска област, Омска област, Оренбургска област, Свердловска област, Томска област, Тюменска област (в т.ч. Ханти-Мансийски автономен окръг – Югра и Ямало-Ненецки автономен окръг), Република Хакасия и Челябинска област;
- Казахстан – Акмолинска област, Източноказахстанска област, Карагандинска област, Костанайска област, Павлодарска област и Североказахстанска област;
- Китай – Синдзян-уйгурски автономен регион.

Границите на водосборния басейн на реката са следните:
- на север – водосборните басейни на реките Надим, Пур и Таз, вливащи се в Обския залив на Карско море;
- на изток – водосборния басейн на река Енисей;
- на югоизток – водосборния басейн на река Кобдо, вливаща се в Котловината на големите езера в Монголия;
- на юг – водосборните басейни на реките Урунгу, Емел, Аягуз, Нура, Тургай и други по-малки безотточни реки в Средна Азия;
- на югозапад – водосборния басейн на река Урал;
- на запад – водосборния басейн на река Волга;
- на северозапад – водосборните басейни на реките Печора, Кара и други по-малки, вливащи се в Карско море и Обския залив.

#### Притоци
Общо във водосборния басейн на реката има над 150 хил. реки с дължина над 10 km. Самата река Об получава 43 притока с дължина над 200 km, като 24 от тях са дължина от 201 до 500 km; 14 с дължина от 501 до 1000 km и 5 притока с дължина над 1001 km. По-долу са изброени всичките тези 43 реки, за които е показано на кой километър по течението на реката се вливат, дали са леви (→) или десни (←), тяхната дължина, площта на водосборния им басейн (в km2) и мястото, където се вливат.
- 3647 → Катун 688 / 60 900, на 10 km югозападно от град Бийск, Алтайски край
- 3647 ← Бия 301 / 37 000, на 10 km югозападно от град Бийск, Алтайски край
- 3634 → Песчаная 276 / 5660, на 4 km югозападно от село Фоминское, Алтайски край
- 3626 → Ануй 327 / 6930, при село Уст Ануй, Алтайски край
- 3550 → Чариш 547 / 22 200, при село Уст Чариш, Алтайски край
- 3508 ← Голяма Речка 258 / 4000, при село Володарка, Алтайски край
- 3490 → Алей 858 / 21 100, при село Уст Алейка, Алтайски край
- 3409 → Барнаулка 207 / 5720, в град Барнаул, Алтайски край
- 3333 ← Чумиш 644 / 23 900, на 6 km южно от село Язово, Алтайски край
- 2989 ← Берд 363 / 8650, в Новосибирското водохранилище, при град Бердск, Новосибирска област
- 2965 ← Иня 663 / 17 600, в град Новосибирск, Новосибирска област
- 2677 ← Том 827 / 62 000, при село Козулино, Томска област
- 2605 → Шегарка 382 / 12 000, на 8 km северно от село Чагино, Томска област
- 2542 ← Чулим 1799 / 134 000, при село Игреково, Томска област
- 2246 ← Кет 1621 / 94 200, при село Нарим, Томска област
- 2226 ← Пижина (Каилка) 213 / 1050, на 6 km южно от село Сосновка, Томска област
- 2189 → Парабел 308 / 25 500, при село Каргасок, Томска област
- 2169 → Васюган 1082 / 61 800, на 5 km северозападно от село Каргасок, Томска област
- 2077 ← Тим 950 / 32 300, при село Уст Тим, Томска област
- ← Киевски Йоган 339 / 4140, в Киевския проток, Томска област
- 1926 ← Назинская 204 / 2430, при село Назино, Томска област
- 1808 → Ларьоган 216 / 3610, при село Ларино, Томска област
- 1730 ← Вах 964 / 76 700, на 10 km югоизточно от град Нижневартовск, Ханти-Мансийски автономен окръг – Югра
- 1632 → Кульоган 342 / 6860, на 10 km югоизточно от село Покур, Ханти-Мансийски автономен окръг – Югра
- 1600 ← Ватински Йоган 593 / —, при село Вата, Ханти-Мансийски автономен окръг – Югра
- 1488 ← Тромъйоган 581 / 55 600, на 10 km югоизточно от град Сургут, Ханти-Мансийски автономен окръг – Югра
- 1379 ← Пим 390 / 12 700, на 12 km източно от село Лямино, Ханти-Мансийски автономен окръг – Югра
- 1369 ← Лямин 281 / 15 900, при село Лямино, Ханти-Мансийски автономен окръг – Югра
- 1351 → Голям Юган 1063 / 34 700, в Юганския проток, при град Нефтеюганск, Ханти-Мансийски автономен окръг – Югра
- 1262 → Голям Салим 583 / 18 100, в Салимския проток, източно от село Долгое Плесо, Ханти-Мансийски автономен окръг – Югра
- 1172 ← Назим 422 / 15 200, на 20 km северно от град Ханти-Мансийск, Ханти-Мансийски автономен окръг – Югра
- 1162 → Иртиш 4248* / 1 643 000*, на 13 km северозападно от град Ханти-Мансийск, Ханти-Мансийски автономен окръг – Югра
- → Ковенская 201 / 2750, в Ковенския проток, северно от село Матка, Ханти-Мансийски автономен окръг – Югра
- → Сеул 254 / 3780, в Ковенския проток, северно от село Матка, Ханти-Мансийски автономен окръг – Югра
- 648 ← Казим 659 / 35 600, на 43 km северозападно от град Белоярски, Ханти-Мансийски автономен окръг – Югра
- 551 → Северна Сосва 754 / 98 300, при село Пугори, Ханти-Мансийски автономен окръг – Югра
- 511 ← Куноват 362 / 12 300, при село Лопхари, Ямало-Ненецки автономен окръг
- 351 → Синя 304 / 13 500, в протока Малък Об, при село Новий Киеват, Ямало-Ненецки автономен окръг
- ← Собтийоган (Собти Юган) 234 / 3760, при село Пелвож, Ямало-Ненецки автономен окръг
- 291 ← Полуй 369 / 21 000, при град Салехард, Ямало-Ненецки автономен окръг
- → Лонготьоган 200 / 2830, в протока Малък Об, на 23 km северно от село Аксарка, Ямало-Ненецки автономен окръг
- → Шчуча 565 / 12 300, в протока Малък Об, на 13 km югоизточно от село Белоярск, Ямало-Ненецки автономен окръг
- 155 → Хатитъяха 222 / 3650, при село Ямбура, Ямало-Ненецки автономен окръг

### Хидроложки показатели
Подхранването на Об е предимно снегово. През периода на пролетно-лятното пълноводие преминава основния годишен отток на реката. В горното течение пълноводието започва в началото на април, в средното – през втората половина на април, а в долното – в края на април или началото на май. Покачването на речното ниво започва още по време преди реката напълно да се е размразила. В резултат на това, че реката се размразява от горното към долното течение се появяват задръствания, които довеждат до интензивно покачване на нивото на водата нагоре от неразмразилия се участък, а в някои случаи и обратно течение. В горното течение пълноводието приключва през юли, лятното маловодие е неустойчиво, а през септември и октомври са наблюдават чести наводнения в резултат на интензивни и поройни дъждове. В средното и долното течение краят на пълноводието през септември и октомври се наслагва с пълноводието в горното течение, което е в резултат на интензивните поройни дъждове и то продължава до замръзването на реката. Колебанията на нивото на водата в горното и средното течение достига до 5 m, надолу достига до 9 m, преди устието на Иртиш се понижава на 7 m, след устието на Иртиш отново се повишава до 10 m, а в устието спада на 5 m. Средногодишният отток се увеличава от 1470 m3/s (максимален 9690 m3/s) при град Барнаул, до 12 300 m3/s (максимален 42 800 m3/s) при град Салехард. Среден наклон на течението 0,04 m/km. Замръзването на реката продължава 150 денонощия в горното течение и 220 денонощия в долното. Температурата на водата през юли е съответно 28 °C при Барнаул и 23 °C в долното течение. Минерализацията на водата е под 200 мг/л и само в участъка между Новосибирск и устието на река Том е над 200 мг/л. Водата на Об се отличава с повишено съдържание на органични вещества и занижено съдържание на кислород, което предполага по-дългото замръзване на водата. Средната мътност се понижава надолу по течението от 160 g/m3 до 40 g/m3. Годишно реката внася в Обския залив на Карско море 16 млн. т. наноси.

## Селища
По течинето на реката са разположени стотици населени места, в т.ч. 13 града, 9 селища от градски тип и 14 села – районни центрове:
- Алтайски край – градове: Барнаул и Камен на Об; села районни центрове: Бистри Исток, Уст Чаришкая Пристан, Калманка, Шелаболиха и Крутиха.
- Новосибирска област – градове: Бердск и Новосибирск; селища от градски тип: Ординское (районен център) и Краснообск.
- Томска област – градове: Колпашево и Стрежевой; села районни центрове: Кожевниково, Мелниково, Кривошеино, Молчаново, Парабел, Каргасок и Александровское.
- Тюменска област –

Ханти-Мансийски автономен окръг – Югра – градове: Нижневартовск, Мегион, Лангепас, Сургут, Нефтеюганск, Ханти-Мансийск; селища от градски тип: Излучинск, Високий, Белий Яр, Барсово, Октябърское, Андра и Приобе.
Ямало-Ненецки автономен окръг – град Салехард; села районни центрове: Мужи и Аксарка.

## Стопанско значение
Южно от град Новосибирск през периода 1950 – 61 г. на реката е изградена преградната стена на голямото Новосибирско водохранилище, а в основата на стената функционира мощната Новосибирска ВЕЦ.
Река Об е основна транспортна магистрала в Западен Сибир, като е плавателна по цялото си протежение от 3647 km. Първият параход по Об е пуснат в движение през 1844 г., а към 1895 г. броят на параходите по реката достига до 120. Навигационният период по реката продължава 190 денонощия в горното течение и 150 денонощия в долното. Транспортното значение на Об и неговите притоци нараства от началото на 1960-те години във връзка с усвояването на големите находища на нефт и газ в района. По река Об и нейните притоци действат 8 корабоплавателни района:
- Барнаулски – от сливането на реките Катун и Бия до град Камен на Об, в т.ч. устиевите участъци на реките Катун, Бия, Чариш и Телецкото езеро. Гарантирани дълбочини от 110 до 140 cm.
- Новосибирски – от шлюза при Новосибирското водохранилище до устието на река Том. Гарантирани дълбочини от 210 до 240 cm.
- Томски – от устието на река Том до устието на река Парабел и участък от течението на река Том до град Кемерово. Гарантирани дълбочини на Об и на Том до град Томск от 210 до 240 cm.
- Колпашевски – от устието на река Парабел до границата на Томска област и участък от 274 km нагоре по река Кет. Гарантирани дълбочини на Об от 240 до 270 cm.
- Об-Иртишки – по река Иртиш до град Омск. Гарантирани дълбочини на Об от 140 до 180 cm.
- Сургутски – от границата на Томска област до устието на река Иртиш. Гарантирани дълбочини от 240 до 270 cm.
- Ханти-Мансийски – от устието на река Иртиш устието на река Казим. Гарантирани дълбочини от 270 до 300 cm.
- Салехардски – от устието на река Казим до Обския залив. Гарантирани дълбочини от 270 до 300 cm.

В Обския залив действа морски режим на корабоплаване.
Във водосборния басейн на реката са съсредоточени разнообразни природни ресурси. По прогнозни изчисления запасите от нефт, газ и въглища заемат видно място в Русия. Тук са съсредоточени и около половината от запасите на торф в страната. Басейнът е богат на водни, дървесни и други видове ресурси. Водите на реката се обитават от около 50 вида риби, като половината от тях са с промишлено значение.
По цялото течение на река Об са изградени 15 моста, от които 5 железопътни и 10 автомобилни:
Един железопътен и два автомобилни моста в град Барнаул;
Железопътен мост при град Камен на Об;
Автомобилен път по преградната стена на Новосибирското водохранилище;
Два железопътни и пет автомобилни моста в град Новосибирск;
Автомобилен мост при село Мелниково, Томска област;
Един железопътен и един автомобилен мост при град Сургут, Ханти-Мансийски автономен окръг – Югра.